# Pontodrilus litoralis
Pontodrilus litoralis é uma espécie de anelídeo pertencente à família Megascolecidae.
A autoridade científica da espécie é Grube, tendo sido descrita no ano de 1855.

## Distribuição
É uma espécie cosmopolita, presente em diversos habitats litorâneos das regiões tropicais e subtropicais. P. litoralis reside principalmente na areia e na lama, mas foi registrado em habitats marinhos, salobros e intermitentemente de água doce em praias e estuários, incluindo manguezais.